# 老西门站
老西门站位于上海黃浦区老西门，西藏南路复兴中路口，为上海轨道交通8号线和10号线的地下岛式车站和换乘站，两线站台换乘，8号线于2007年12月29日启用，10号线则于2010年4月10日启用。

## 车站结构

### 车站楼层
| 地面层   | 出入口             | 1-7出入口                                        |  |  |
| 地下一层 | 站厅               | 票务服务、自动售票机、人工服务台                 |  |  |
| 地下二层 |                    | █ 8号线 往市光路（大世界）                       |  |  |
|          | 岛式站台，左侧开门 |                                                  |  |  |
|          |                    | █ 8号线 往沈杜公路（陆家浜路）                   |  |  |
| 地下三层 | ③站台              | █ 10号线 往虹桥火车站或航中路（一大会址·新天地） |  |  |
|          | 岛式站台，左侧开门 |                                                  |  |  |
|          | ④站台              | █ 10号线 往基隆路（豫园）                        |  |  |

- 8号线往市光路站站台及列车
- 10号线站厅

### 车站出口
老西门站共有7个出入口，近1号出口设地下连通道通向毗邻的复兴荟，5号口因街区改造，于2025年5月25日关闭，10号线车站原先设有8号口，因为中华新城改造，已于2018年3月31日关闭，同时2号口启用，各出入口如下所示：
| 出口编号            | 出口指示                   | 照片 |
| ------------------- | -------------------------- | ---- |
| 1 · 出口            | 西藏南路，复兴东路         |      |
| 2 · 出口 · （设有） | 西藏南路，复兴东路，盐城路 |      |
| 3 · 出口            | 西藏南路，肇周路           |      |
| 4 · 出口            | 西藏南路，复兴中路         |      |
| 5 · 出口            | 西藏南路（暂时关闭）       |      |
| 6 · 出口            | 复兴东路                   |      |
| 7 · 出口            | 复兴东路                   |      |
| 图例： 设有         |                            |      |

## 公交换乘
11、18、23、24、304、318、324、451、537、715、736、775、781、782、789、802、911、大桥一线、机场六线

## 周邊
- 老西门
- 上海文庙